# Albert von Bennigsen-Foerder
Albert von Bennigsen-Foerder, vollständig Albert Friedrich Gustav Karl von Bennigsen-Foerder (* 9. April 1838 in Salzwedel; † 1. Februar 1886 in Berlin) war ein preußischer Gutsbesitzer und Verwaltungsbeamter.

## Leben
Albert von Bennigsen-Foerder entstammte der Linie Bennigsen-Foerder des Adelsgeschlechts von Bennigsen. Er war das dritte Kind des gleichnamigen Bürgermeisters von Salzwedel Albert von Bennigsen-Foerder (1800–1847) und dessen Frau Mathilde geb. Thorwirth (1818–1874).
Seine Schulbildung erhielt er auf dem Gymnasium Salzwedel, dem Francisceum Zerbst und dem Stephaneum (Realgymnasium) in Aschersleben. Er studierte an der Georg-August-Universität Göttingen Rechtswissenschaft und wurde Ostern 1857 im Corps Saxonia Göttingen aktiv. Er wurde am 8. Februar 1858 recipiert und Ostern 1859 inaktiviert. Seine Versuche in der Gutsbewirtschaftung, erst auf dem mütterlichen Gut Plate in der Altmark bis 1864 und auf Striche, Kreis Birnbaum, bis 1875, scheiterten beide. 1875 trat er in den preußischen Verwaltungsdienst ein. Ende Mai 1875 begann er seine Laufbahn im Landratsamt für den Kreis Stormarn in Wandsbek. 1875/76 war er kurzzeitig Vertreter des erkrankten Hardesvogts in Kappeln. Zunächst kommissarisch, dann 1877 regulär wurde er Kirchspielvogt in Reinbek. In dieser Zeit entwickelte sich die Bekanntschaft mit Otto von Bismarck, der im nahen Friedrichsruh wohnte. Bismarck versprach sich von einer Förderung Bennigsen-Foerders eine Verbindung zu und Einfluss auf dessen Cousin Rudolf von Bennigsen. Außerdem sah er ihn als geeignetes Werkzeug, die Borussifizierung des Kreises voranzutreiben und den noch bestehenden Einfluss der Ritter- und Landschaft des Herzogtums zu beseitigen.
So sorgte Bismarck dafür, dass der prinzipientreue lauenburgische Landrat Andreas von Bernstorff, als Gutsherr von Stintenburg selbst Teil der Ritterschaft, eigens nach Berlin versetzt wurde und Bennigsen-Foerder als dessen Nachfolger im Juni 1880 Landrat des Kreises Herzogtum Lauenburg wurde. Bennigsen-Foerder verwaltete das Amt zunächst kommissarisch; im Juli 1881 erhielt er seine reguläre Berufung. Weiteres Ziel der Besetzung der Stelle mit ihm war ein Versuch Bismarcks, die Reichstagswahl 1881 im Wahlkreis Schleswig-Holstein 10 (Herzogtum Lauenburg), seinem Heimatwahlkreis, im Sinne der Konservativen zu beeinflussen. Der Plan „mittels einer von ihm ungenügend inszenierten Intrige“ den wichtigsten Vertreter der Liberalen im Kreis, den Kammerrat und Mitglied des Landschaftskollegiums Heinrich Berling, mit Hilfe eines offiziösen Flugblatts des Landrats und an die Presse gestreuten Falschmeldungen zu diskreditieren, um damit Karl von Schrader, Freund der Familie Bismarck und Corpsbruder von Herbert von Bismarck, zu einem Reichstagsmandat zu verhelfen, endete in einem Skandal. Tatsächlich gewählt wurde mit großer Mehrheit der liberale Kandidat August Westphal. Bennigsen-Foerder, der am Wahltag persönlich in der liberalen Hochburg Lauenburg (Elbe) erschienen war, um Wähler einzuschüchtern, sah sich mehreren Gerichtsverfahren vor dem Landgericht Lübeck gegenüber. Das Verfahren wegen öffentlicher Beleidigung, das Bertling angestrengt hatte, endete außergerichtlich, nachdem Bennigsen-Foerder eine Ehrenerklärung abgegeben hatte. Wegen der Ereignisse in Lauenburg wurde er zu einer Gefängnisstrafe von drei Monaten verurteilt, die in eine Geldstrafe umgewandelt wurde.
Die Ereignisse wurden am 15. Dezember 1881 und am 24. Januar 1882 Thema von Debatten im Reichstag. Neben der Beeinträchtigung der Wahlfreiheit ging es auch um die Politischen Beamten und um die Neutralität der Landräte bei Wahlen.

„Die Reichstagswahlen am 27. Oktober 1881 können den traurigen Ruhm für sich beanspruchen, den intensivsten Einsatz des staatlichen Machtapparats zugunsten der Regierung genehmer Kandidaten gesehen zu haben. Innerhalb dieser Bestrebungen stellt der Fall Bennigsen-Foerder den Höhepunkt dar - und damit auch die Wende.“

Bennigsen-Foerder wurde am 28. Januar 1882 in die Gefängnisverwaltung der Provinz Posen strafversetzt. Sein Nachfolger als Landrat wurde Oskar von Dolega-Kozierowski. Bennigsen-Foerder war Direktor der Strafanstalt im brandenburgischen Luckau und ab 1885 Direktor des Stadtvogteigefängnisses am Molkenmarkt in Berlin. Im Jahr darauf starb er im selben Alter wie sein Vater.
Verheiratet war er seit dem 20. April 1868 mit Klara Julie geb. von Tresckow (* 1847) aus dem Hause Kade. Von den bei seinem Tod sechs minderjährigen Kindern wurde Gertrud (* 1872) 1901 eine der ersten Gewerbeinspektorinnen in Preußen. Über den jüngsten Sohn Rudolf Johann Alexander von Bennigsen–Foerder (* 1879 in Reinbek), der Rechtsanwalt und Syndikus bei Borsig in Berlin wurde, war er der Großvater von Rudolf von Bennigsen-Foerder.